# Oxypeltidae
Az Oxypeltidae a rovarok (Insecta) osztályában a bogarak (Coleoptera) rendjébe, azon belül a mindenevő bogarak (Polyphaga) alrendjébe tartozó család. Ez a csoport különösen érdekes, mivel tagjai morfológiai és ökológiai szempontból is jelentős eltéréseket mutatnak a közeli családokhoz képest. Az Oxypeltidae bogarak földrajzi elterjedése jellemzően az Újvilág mérsékelt övi régióira korlátozódik, ahol sajátos élőhelyeket foglalnak el, és meghatározó szerepet játszanak a helyi ökoszisztémákban.

## Elterjedésük
Az Oxypeltidae család tagjai kizárólag az Újvilág mérsékelt övi régióiban fordulnak elő, különösen Dél-Amerika déli területein. Élőhelyük az Andok hegység és a Patagónia környékének erdős vidékei, ahol a helyi növényzethez kötődő életmódot folytatnak. Az egyes fajok előfordulása szorosan összefügg a speciális mikroklímájú területekkel, így a család elterjedése viszonylag korlátozott, és a tagjai ritkának számítanak a természetben.

## Felépítésük
Az Oxypeltidae családba tartozó bogarak közepes vagy nagy méretűek, testük hosszúkás, enyhén lapított. Jellemző rájuk a színes, fémes fényű kitinpáncél, amely általában élénk színárnyalatokban (például zöld, kék vagy narancs) tündököl. A fejükön viszonylag nagy, összetett szemek helyezkednek el, amelyek elősegítik a tájékozódást az erdős élőhelyeken. Csápjaik fésűs vagy fésűsen fogazott szerkezetűek, ami fontos szerepet játszik a kommunikációban és a táplálék felkutatásában.
A toron három pár erős, futáshoz és mászáshoz alkalmazkodott láb található. Az elülső szárnyak (fedőszárnyak) erősen szklerotizáltak, védelmet nyújtva a vékonyabb hártyás hátsó szárnyaknak, amelyek repülésre szolgálnak. A potroh szegmentált, és a test hátsó részén található légzőnyílások (spirákulumok) biztosítják a gázcserét.

## Életmódjuk
Az Oxypeltidae család tagjai elsősorban erdős területeken élnek, ahol életmódjuk szorosan kötődik a helyi növényzethez. A lárvák xilofágok, azaz elhalt vagy korhadó faanyagban fejlődnek, hozzájárulva a szerves anyag lebontásához és a tápanyagok visszaforgatásához az ökoszisztémában. A kifejlett bogarak gyakran éjszakai életmódot folytatnak, és főként nektárral vagy növényi nedvekkel táplálkoznak, bár néhány fajuk pollenfogyasztóként is ismert.
Szerepük az ökológiai rendszerekben jelentős, mivel a lárvák elősegítik a faanyag lebomlását, míg a kifejlett egyedek beporzóként vagy táplálékforrásként szolgálhatnak más állatok számára. Az életciklusuk lassú, gyakran több évet vesz igénybe a lárvák fejlődése a kedvezőtlen környezeti feltételek miatt.

## Rendszertani felosztásuk
Az Oxypeltidae család mindig is rejtélyt jelentett a szakértők számára, mivel ezek a rovarok nem mutatnak erős hasonlóságot más cincérfélékkel (Cerambycidae). Kezdetben a Prioninae alcsaládba sorolták őket a pronotum oldalsó bordája miatt, de később az Oxypeltinae csoportot különválasztották. Saalas tanulmánya a cincérfélék hátsó szárnyairól rávilágított arra, hogy az Oxypeltinae szárnyai szokatlanul pigmentáltak. Későbbi kutatások a lárvák tanulmányozásával kimutattak egy távoli (és kétséges) kapcsolatot a Vesperidae családdal. Ennek eredményeként az Oxypeltinae csoportot nemrégiben egy önálló családként kezdték kezelni.
Az Oxypeltidae család mindössze két nembe és három fajba sorolható:
- Cheloderus Gray, 1832
  - Cheloderus childreni Gray, 1832
  - Cheloderus penai Kuschel, 1955
- Oxypeltus Blanchard, 1851
  - Oxypeltus quadrispinosus Blanchard, 1851

## Ismertebb fajok

### Cheloderus Gray, 1832
- Cheloderus childreni Gray, 1832 Ez a faj az Andok déli régiójában fordul elő, különösen Patagóniában. Jellegzetes élénk színei és szokatlan morfológiai jellemzői miatt az Oxypeltidae család legismertebb tagjai közé tartozik.
- Cheloderus penai Kuschel, 1955 Ritkább faj, amely szintén Dél-Amerika erdős területein él, elsősorban magasabb fekvésű régiókban.

### Oxypeltus Blanchard, 1851
- Oxypeltus quadrispinosus Blanchard, 1851 Az Oxypeltus nem legismertebb képviselője. Élőhelye az Andok hegységben található, ahol a lárvái elhalt fákban fejlődnek. Élénk színei és viszonylag nagy mérete különleges megjelenést kölcsönöznek ennek a fajnak.

## Fordítás
- Ez a szócikk részben vagy egészben  az   Oxypeltinae című norvég Wikipédia-szócikk fordításán alapul.  Az eredeti cikk szerkesztőit annak laptörténete sorolja fel. Ez a jelzés csupán a megfogalmazás eredetét és a szerzői jogokat jelzi, nem szolgál a cikkben szereplő információk forrásmegjelöléseként.